# 扎奥克斯基
扎奥克斯基（羅馬化：Zaokskiy）是俄罗斯图拉州的工人村（市级镇）、扎奥克斯基区行政中心及最大聚居地，地处图拉州北部，在州府图拉北偏西方，靠近该州与莫斯科州、卡卢加州的州界。设有铁路车站塔鲁萨（Тарусская）站，连接图拉与莫斯科。
该地2021年人口有6,196人；2010年人口7,117；2002年人口6,668；1989年人口6,516。